# Cleora purissima
Cleora purissima är en fjärilsart som beskrevs av Fletcher 1953. Cleora purissima ingår i släktet Cleora och familjen mätare. Inga underarter finns listade i Catalogue of Life.